# Чёрный Поток (Хустский район)
Чёрный По́ток (укр. Чорний Потік) — село в Иршавской общине Хустского района Закарпатской области Украины.
Расположено в 16 км от Иршавы.
Население по переписи 2001 года составляло 1013 человека. Почтовый индекс — 90110. Телефонный код — 3144. Занимает площадь 1,520 км². Код КОАТУУ — 2121987201.

## История
Первые упоминания о Чёрном Потоке — в письменных источниках 1260 г. На территории села найден клад бронзовых изделий эпохи поздней бронзы (конец II тысячелетия до н. э.) и расположены курганы VI—IV вв. до н. эры.
Во время фашистской оккупации вблизи села действовал партизанский отряд Д. Усты — И. С. Прищепы. За участие жителей села в партизанском движении каратели в 1944 г. сожгли значительную часть села. После освобождения села от фашистских оккупантов (24 октября 1944 г.) в центре Чёрного Потока в 1944 году был установлен памятник партизанам, погибшим в боях с фашистами.